# Нечерица
Нечерица или Нечерецы — озеро в Себежском районе на юго-западе Псковской области. Находится на территории Национального парка «Себежский».
Площадь — 12,8 км² (1278 га), максимальная глубина — 6 м, средняя глубина — 2,5 м.
Проточное. Через реки Свольна и Дрисса соединяется с рекой Западная Двина.
Лещово-судачий тип озера. Массовые виды рыб: щука, лещ, судак, плотва, окунь, красноперка, густера, уклея, ёрш, карась, линь, язь, угорь, налим, вьюн, щиповка, пескарь, сом; широкопалый и длиннопалый раки.